# Vincent Munier

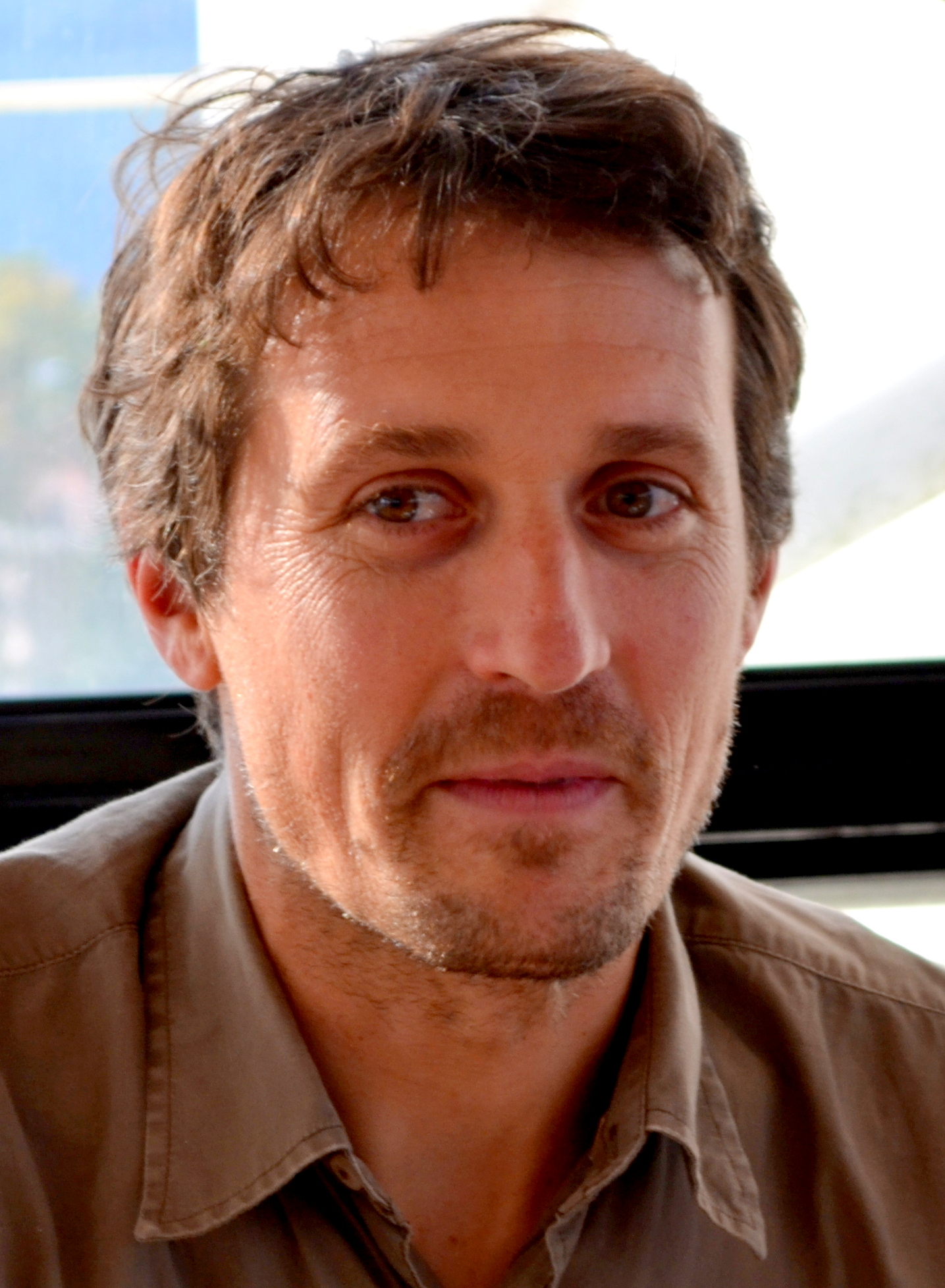
Vincent Munier (2014)

Vincent Munier (Épinal, 14 april 1976) is een Franse natuurfotograaf. De ruige natuur van zijn geboortestreek de Vogezen is voor hem nog steeds een ideale werkomgeving.

## Carrière
Munier begon op zijn twaalfde met fotograferen. Na een niet afgemaakte agrarische opleiding werkte hij enige jaren bij de lokale krant L'Est-Republicain als persfotograaf. In deze tijd ontwikkelde hij zijn fotografiewerk, hetgeen in 2000 resulteerde in een belangrijke natuurfotoprijs: de Eric Hosking prijs van de BBC Wildlife competitie. Ook in 2001 en 2002 won hij die prijs. In de geschiedenis van deze fotowedstrijd is dat nooit eerder voorgekomen. Vele andere fotoprijzen volgden. 
De Vogezen bleven voor hem een belangrijk werkgebied. Daarnaast maakte hij reizen naar Fins Lapland, Hokkaido in Japan, het Bale-gebergte in Ethiopië, Kamtsjatka in Oost-Rusland en arctisch Canada.
In 2007 werd Munier lid van de International League of Conservation Photographers, een vereniging van professionele natuurfotografen die door middel van hun werk strijden voor natuurbehoud. Voor het Europese fotoproject Wild Wonders of Europe ging Munier in 2008 en 2009 naar Noorwegen om daar muskusossen en wilde rendieren te fotograferen. 69 Professionele natuurfotografen uit heel Europa deden aan dit project mee. Op de cover van het bijbehorende boek Wild Wonders en de speciale uitgave van het tijdschrift National Geographic (mei 2010) werd een foto van muskusossen in de sneeuw (gemaakt door Munier) afgebeeld.
Sinds 2011 ging Munier op zoek naar de zeer cryptische  sneeuwluipaard, waardoor hij vele jaren door de ketens van Tibet trok. Pas in 2016 kwam het tot een ontmoeting.  
In 2021 was Vincent Munier mederegisseur van de film 'The Velvet Queen' met Marie Amiguet, over de zoektocht met schrijver Sylvian Tesson naar deze sneeuwluipaard (Panthera uncia). De documentaire ontving in 2021 de César Award voor Beste Documentairefilm. 
In 2010 besluit Munier om zijn eigen uitgeverij op te richten: Kobalann. De naam is afgeleid van het Russische woord voor bruine beer. 
Het volledig in eigen beheer uitgeven van boeken geeft deze fotograaf alle vrijheid bij het samenstellen van de boeken. De eerste uitgave van Kobalann betreft een boek over de natuur van de Lorraine. In samenwerking met de natuurbeschermingsorganisatie Conservatoire des Sites Lorrains.
Munier publiceerde vele boeken, waaronder Tibet: promesse de l'invisible en Tibet: Minéral animal, beide gepubliceerd in 2018. In 2015 verscheen zijn boek Arctique (2015) over poolwolven en andere soorten. 
In 2023 werd zijn nieuwe monografie VINCENT MUNIER gelanceerd op Paris Photo bij galerie FLAT // LAND uit Amsterdam. 
Muniers werk wordt sinds 2023 uitgebreid tentoongesteld, waaronder tentoonstellingen in de New York Public Library, New York, 2024; Musée des Confluences, Lyon, 2024; Cité Musical Metz, galerie d’expositions, Metz, 2024; het Musée de la Photographie Charles Nègre, 2023; Jardin des Plantes, Parijs, 2017 en het Natural Museum of Natural History in Parijs.

## Boeken
- Le Ballet des grues. Alain Salvi en Vincent Munier, uitgegeven door Terran in 2000. (ISBN 2913288111)
- Le Loup. Philippe Huet, Julie Delfour et Vincent Munier, uitgegeven door Flammarion in 2003. (ISBN 2082009599)
- Tancho. Vincent Munier en Zéno Bianu, uitgegeven door Castor & Pollux in 2004. (ISBN 291275688X)
- L'Ours. Philippe Huet en Vincent Munier, uitgegeven door Flammarion in 2005. (ISBN 2082013332)
- Blanc nature. Vincent Munier en Lysiane Ganousse, uitgegeven door Hermé en 2006. (ISBN 978-2866654474)
- Clair de brume : Regards sur les Vosges. Vincent Munier, Michel Munier en Laurent Joffrion, uitgegeven door Éditions Hesse in 2007. (ISBN 978-2911272936)
- Kamtchatka : La vie sauvage aux confins du monde. Vincent Munier, en Anna Konevskaya, uitgegeven door Édition de la Martinière in 2008. (ISBN 978-2911272936)
- Au fil des songes, Vincent en Michel Munier en CharlElie Couture, uitgegeven door Kobalann in 2010. (ISBN 978-2953738902)
- De crépuscules en crépuscules, Vincent Munier en Pierre Pelot, 2011 (ISBN 9782953738919) (catalogus bij overzichtstentoonstelling in museum Aquarium in Nancy)

## Stijl en inspiratie
De fotografeerstijl van Munier is te omschrijven als minimalistisch. 'Less is more'. Hij fotografeert niet in zwart-wit maar er is doorgaans weinig kleur in zijn foto's te vinden. De fotograaf heeft een grote voorliefde voor koude gebieden en werkt het liefst in de sneeuw of in nevels. Op zijn meest gewaardeerde foto's staan sneeuwuilen, zwanen en kraanvogels in de sneeuw. Ook heeft Munier een duidelijke voorkeur voor 'oer' natuur, ver weg van menselijke invloeden. Alleen, kamperend in de sneeuw bij min 30 graden Celsius is zijn favoriete werkwijze.
Munier werkt niet in een 'gelikte' stijl. De puurheid van het onderwerp moet voor hem rechtstreeks terug te vinden zijn in de opname. Photoshop-ingrepen zijn voor hem uit den boze. Wel hebben zijn foto's een sterke esthetische waarde. Door het sublimeren en abstraheren hebben de natuurbeelden soms een relatie met beeldende kunst. "Ik fotografeer niet wat ik zie, ik fotografeer wat ik voel", is een belangrijke uitspraak van Munier.
Belangrijke inspiratiebronnen zijn voor hem de Amerikaanse fotograaf Jim Brandenburg (1945,VS) -met wie Munier inmiddels een hechte vriendschap heeft opgebouwd-, de Japanse fotograaf Mishio Hoshino (1952, Japan, gestorven in 1996 als gevolg van een aanval van een beer) en de Finse fotograaf Hannu Hautala (1941, Toÿsä) . Ook de Zwitserse bioloog en kunstenaar Robert Hainard (1906, Genève, overleden in 1999 ) is voor hem een belangrijk voorbeeld.